# 장르만 로맨스
《장르만 로맨스》는 2021년에 개봉한 대한민국의 코미디 드라마 영화이다. 배우 조은지의 감독 데뷔작으로 류승룡, 오나라, 김희원, 이유영, 성유빈, 무진성 등이 출연한다. 슬럼프에 빠진 베스트셀러 작가가 전처와 아들, 친구와의 독특한 로맨스에 얽혀 벌어지는 사건사고를 그린다.

## 줄거리
유명한 작가인 현(류승룡)은 재산이 많았다. 하지만 재산은 현의 인생을 행복하게 만들지 못했다.
출판 봉쇄 사건 현은 글을 쓰고 싶어도 쓸수가 없었다. 얼마후 자신의 반 남학생인 유진(무진성)의 글에 감명받았다. 현은 유진에게 같이 일을 하자 부탁한다.
유진은 유명한 작가인 현과 함께 일할기회를 포기할 수 없었다. 유진은 현의 제안을 받아들였다. 서로 창의력을 길러내면서 소설이 형성되기 시작하지만 유진이 현을 존경보다는 멘토에 대해 느끼게 된다.

## 캐스팅
- 류승룡 - 김현 역
- 오나라 - 미애 역
- 김희원 - 순모 역
- 이유영 - 정원 역
- 성유빈 - 김성경 역
- 무진성 - 유진 역
- 오정세 - 남진 역
- 최희진 - 문애리 역
- 류현경 - 김현 부인 역
- 송지혁 - 예슬 남친 역

## 제작
《장르만 로맨스》는 배우 조은지의 장편 영화 연출 데뷔작이다. 조은지는 단편 영화 〈2박 3일〉(2016)을 직접 연출한 후 주변인들의 지지와 호평을 받은 것을 계기로, "일상에서 해소하고 싶은 것들, 배우 생활을 하면서도 내내 갈구한 부분들"을 이야기로 구상해왔다. 그리고 제작사 비리프의 백경숙 대표가 영화진흥위원회 시나리오마켓에 당선된 작품을 조은지 감독에게 제안하면서 영화 제작이 성사되었다. 제작 단계에서의 가제는 '입술은 안돼요'였다.

## 수상 목록
- 2022년 제58회 백상예술대상 신인 감독상 (조은지 감독)
- 2022년 제27회 춘사영화제 여우조연상 (오나라)
- 2022년 제27회 춘사영화제 신인남우상 (무진성)
- 2022년 제58회 대종상 영화제 여자배우부문 피플스 어워드상 (오나라)
- 2022년 제58회 대종상 영화제 신인남우상 (무진성)